# 阶梯拱门
阶梯拱门（Arco delle Scalette）是一座拱门，位于意大利威尼托大区维琴察省维琴察，建于1596年，由建筑师安德烈亚·帕拉弟奥设计（约1575年）。
自1994年以来，拱门一直是世界遗产維琴察城和威尼托的帕拉第奧式別墅的一部分。
拱门位于城市历史中心的东南边缘，从这里开始，攀登192级台阶，就到达贝里科山圣母朝圣地（建于15世纪初）。在18世纪中叶弗朗切斯科·穆托尼建造拱廊之前，曾是从城市到朝聖地的唯一通道。

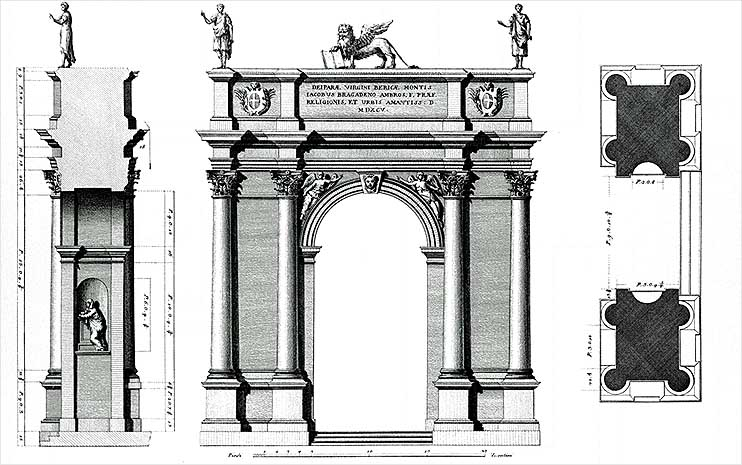
奥塔维奥·贝尔托蒂·斯卡莫齐的绘画，1776 年

拱门的起源尚不清楚。施工日期在1595年（帕拉迪奥去世后15年），赞助人是威尼斯船长贾科莫·布拉加丁。有文献表明在1574-1576年，请求修道院出资修复台阶，但没有证据表明包括拱门在内。17 世纪的画作显示壁龛位于拱门前面, 后来移到内部，以容纳奥拉齐奥·马里纳利的圣母领报雕像。